# Šengeli Picchelauri
Šengeli Picchelauri, (gruzínsky შენგელი ფიცხელაური, * 2. srpna 1946 Achšani) je bývalý sovětský zápasník-judista gruzínské národnosti.

## Sportovní kariéra
Začínal s gruzínským zápasem v rodné Achšani. Při studiu vysoké školy soutěžil v zápasu sambo a později se prosadil i v novém olympijském sportu v judu. V sovětské judistické reprezentaci se pohyboval od počátku sedmdesátých let v pololehké váze do 63 kg. V roce 1972 neuspěl při sovětské nominaci na olympijské hry v Mnichově na úkor Sergeje Suslina. V roce 1976 dostal v nominaci na olympijské hry v Montréalu přednost devatenáctiletý Oleg Zurabijani. Po skončení sportovní kariéry se věnoval advokátní praxi a později vyučoval na vysoké škole právo.

## Výsledky
| Turnaj             | 1971           | 1972           | 1973           | 1974           | 1975           |
| Turnaj             | 25             | 26             | 27             | 28             | 29             |
| Turnaj             | pololehká váha | pololehká váha | pololehká váha | pololehká váha | pololehká váha |
| ------------------ | -------------- | -------------- | -------------- | -------------- | -------------- |
| Olympijské hry     |                | —              |                |                |                |
| Mistrovství světa  | úč.            |                | 3.             |                | 5.             |
| Mistrovství Evropy | 2.             | —              | 2.             | 3.             | 2.             |